# Memorial Henry Wadsworth Longfellow

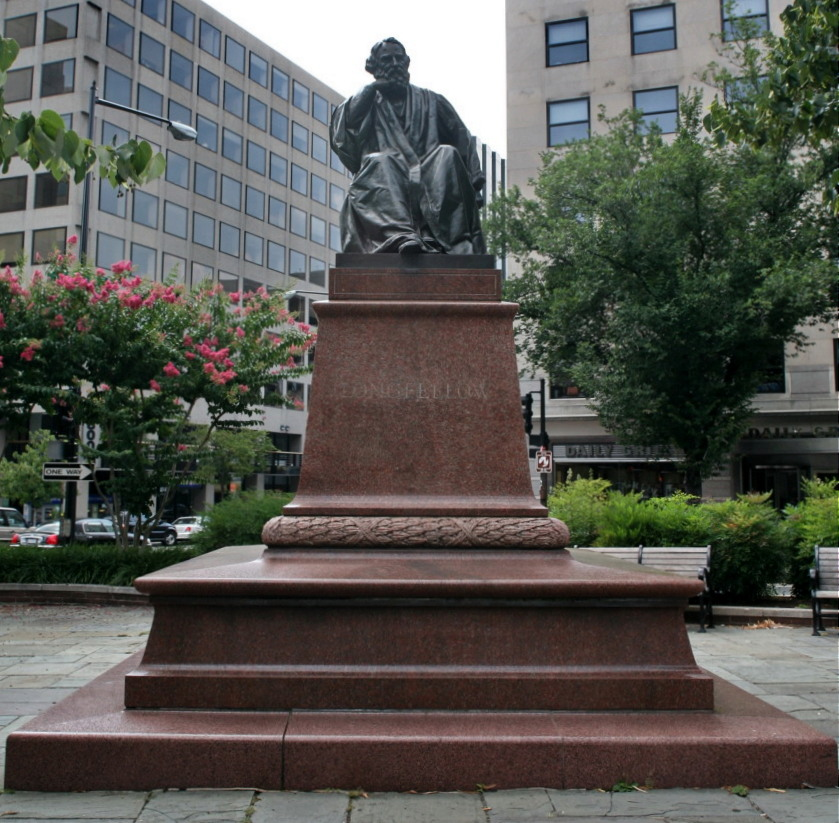
Memorial localizado em Washington, DC.

Henry Wadsworth Longfellow é uma estátua de bronze, de William Couper e Thomas Ball. A estátua retrata o poeta americano Henry Wadsworth Longfellow. Ela está localizada no cruzamento da M Street com a Connecticut Avenue, NW Washington, DC e foi inaugurada a 7 de maio de 1909.
Após a morte de Henry Wadsworth Longfellow em 1882, houve vários planos para homenageá-lo. O seu busto foi colocado no Poets 'Corner na Abadia de Westminster em 1884 e uma estátua do poeta de Franklin Simmons foi inaugurada na sua cidade natal de Portland, Maine, no que ficou conhecido como Longfellow Square. Para a estátua em Washington, uma associação foi fundada para arrecadar dinheiro para o esforço, ganhando US $ 21.000 dos assinantes. Além disso, o Congresso ofereceu outros US $ 4.000 e o local. Os membros da organização incluíam Andrew Carnegie, Henry Cabot Lodge, Charles William Eliot, Edward Everett Hale, Julia Ward Howe e Curtis Guild. Theodore Roosevelt serviu como regente honorário. Foi revelado em 1909 pela neta do poeta Erica Thorp na presença do Chefe de Justiça Melville Fuller e da United States Marine Band.